# Cedar Hills (Utah)
Cedar Hills is een plaats (town) in de Amerikaanse staat Utah, en valt bestuurlijk gezien onder Utah County.

## Demografie
Bij de volkstelling in 2000 werd het aantal inwoners vastgesteld op 3094.
In 2006 is het aantal inwoners door het United States Census Bureau geschat op 8410, een stijging van 5316 (171,8%).

## Geografie
Volgens het United States Census Bureau beslaat de plaats een oppervlakte van
5,1 km², geheel bestaande uit land.

## Plaatsen in de nabije omgeving
De onderstaande figuur toont nabijgelegen plaatsen in een straal van 12 km rond Cedar Hills.